# Herbert Hobein
Herbert Hobein (* 25. Dezember 1906 in Einbeck; † 16. Dezember 1991 in Essen) war ein deutscher Hockeyspieler.
Herbert Hobein debütierte 1928 in der deutschen Hockeynationalmannschaft. Bei den Olympischen Spielen 1928 in Amsterdam gehörten mit ihm sowie Kurt Haverbeck und Heinz Wöltje gleich drei Spieler vom DHC Hannover zum deutschen Aufgebot. Im Auftaktspiel siegte die deutsche Mannschaft mit 5:1 gegen Spanien, wobei Hobein zwei Tore erzielte, dann verlor sie mit 1:2 gegen die niederländischen Gastgeber. Nach einer Pause gegen Frankreich war Hobein im Spiel um den dritten Platz wieder dabei, mit 3:0 siegte die deutsche Mannschaft gegen Belgien und gewann die Bronzemedaille. Insgesamt wirkte Herbert Hobein von 1928 bis 1936 in 5 Länderspielen mit.